# Harald Brosselt
Harald Brosselt (* 19. Juni 1956 in Rottleben) ist ein deutscher ehemaliger Fußballspieler. 1979 und 1980 spielte er für den FC Rot-Weiß Erfurt in der DDR-Oberliga, der höchsten Liga im DDR-Fußball.

## Sportliche Laufbahn
Bei der 2. Mannschaft des FC Rot-Weiß Erfurt bestritt Harald Brosselt die ersten Punktspiele im Männerbereich, als er im Frühjahr 1974 in drei Spielen der zweitklassigen DDR-Liga eingesetzt wurde. Obwohl er für die Saison 1974/75 noch nicht für den Kader der 2. Mannschaft nominiert worden war, wurde er vom 1. Spieltag an wieder in der DDR-Liga aufgeboten und etablierte sich sofort als Stammspieler. Von den 22 ausgetragenen Punktspielen absolvierte er 19 Partien. Er wurde sowohl in der Abwehr als auch im Mittelfeld eingesetzt und erzielte am 12. Spieltag in der Begegnung RWE II – BSG Chemie Zeitz beim 5:0-Sieg sein einziges Tor für die Erfurter. Da die 2. Mannschaft nach dieser Saison absteigen musste, spielte Brosselt mit ihr 1975/76 in der drittklassigen Bezirksliga und verhalf ihr zur Bezirksmeisterschaft. 
Zur Saison 1976/77 wurden die 2. Mannschaften der Oberligaclubs zugunsten der neugegründeten Nachwuchsoberliga abgeschafft. In dieser Spielzeit wurde Brosselt weder für den Nachwuchs nominiert noch wurde er dort eingesetzt. Seine ersten Spiele in der Nachwuchsoberliga bestritt Brosselt 1977/78 mit dreizehn Einsätzen, in denen er in der Abwehr und im Mittelfeld aufgeboten wurde. In der folgenden Saison spielte er nur in der Rückrunde zwölfmal für die Nachwuchsmannschaft, außerdem wurde er erstmals in der DDR-Oberliga eingesetzt. Am letzten Oberligaspieltag ersetzte er für 90 Minuten den etatmäßigen Abwehrspieler Franz Egel. Zur Saison 1979/80 wurde Brosselt erstmals für die 1. Mannschaft des FC Rot-Weiß nominiert. Von den 26 Oberligaspielen bestritt er 18 Begegnungen und gehörte damit als Mittelfeldspieler zum erweiterten Spielerstamm. Dort fiel er bereits in der nächsten Saison wieder heraus, denn er kam nur zum Saisonbeginn in vier Oberligaspielen zum Zuge. 
Ohne weitere Spiele für Rot-Weiß Erfurt wechselte Harald Brosselt im Laufe der Saison 1981/82 zum DDR-Ligisten Motor Rudisleben. Dort bestritt er als Verteidiger alle acht Ligaspiele der Rückrunde und kam einmal zum Torerfolg. Auch in der anschließenden Spielzeit wurde er wieder regelmäßig eingesetzt und bestritt elf der dreizehn Hinrundenspiele, wieder mit einem Torerfolg. Überraschenderweise nahm Brosselt zur Rückrunde einen erneuten Wechsel vor und schloss sich der BSG Glückauf Sondershausen an, die ebenfalls in der DDR-Liga spielte. Weiter als Verteidiger spielend absolvierte er die restlichen neun Ligaspiele der Spielzeit 1982/83, und es gelang ihm, sich mit fünf Punktspieltoren zum erfolgreichen Torjäger etablieren. In Sondershausen wurde Brosselt nach seiner langjährigen Wechselperiode endlich sesshaft. Bis 1984 bestritt er mit der BSG Glückauf weitere vier Spielzeiten, in denen er von den 124 Ligaspielen 115 Begegnungen absolvierte und mit fünf Toren in Erscheinung trat. 1987 stieg Glückauf Sondershausen aus der DDR-Liga ab und kehrte nicht mehr in den höherklassigen Fußball zurück. Harald Brosselt hielt der BSG jedoch weiter die Treue, bis er 1993 seine aktive Laufbahn beendete. Am Ende seiner Karriere übte er noch das Amt des Mannschaftskapitäns aus. 